# 20566 Лорілі
20566 Лорілі (20566 Laurielee) — астероїд головного поясу, відкритий 9 вересня 1999 року.
Тіссеранів параметр щодо Юпітера — 3,511.